# Jusqu'à mon dernier souffle
Pour plus de détails, voir Fiche technique et Distribution.
Jusqu'à mon dernier souffle (Jab Tak Hai Jaan), est un film indien réalisé par Yash Chopra sorti en 2012. Le scénario est écrit par son fils aîné Aditya et les rôles principaux sont tenus par Shahrukh Khan, Katrina Kaif et Anushka Sharma. La musique est composée par AR Rahman dont c'est la première collaboration avec Yash Raj Films.

## Synopsis
Samar Anand est un Indien émigré à Londres qui gagne difficilement sa vie comme serveur ou chanteur des rues. Il fait la connaissance de Meera, jeune femme très croyante, dont le père a fait fortune en Angleterre. Alors que Samar essaie d'aider Meera à surmonter ses anxiétés, les deux jeunes gens tombent amoureux mais Samar a un accident et Meera le quitte. Sarmar rentre en Inde où il s'engage dans l'armée comme démineur.
Plusieurs années plus tard, Akira, reporter à Discovery Channel, sillonne le Cachemire à la recherche d'un bon sujet quand elle rencontre Samar, « l'homme qui ne peut mourir », et découvre son histoire. Celui-ci n'est pas insensible au charme de l'énergique et pétillante journaliste qui elle-même s'éprend du sombre officier.
Akira retourne à Londres mais elle a besoin de Samar et lui demande de venir. En tentant de sauver Akira, Samar subit un deuxième accident. Mémoire partiellement perdue, il est persuadé d’être 10 ans en arrière, à l’époque de son premier accident, alors qu’il était encore en relation avec Meera. À la demande de Samar, Akira contacte Meera, et pour l'aider à guérir, la jeune femme dont il était amoureux décide de lui mentir, faisant croire qu'ils sont restés en relation pendant ces 10 ans et qu’ils se sont mariés.
Au cours du temps, Samar recouvre la mémoire. Il découvre alors que Meera lui a menti. Accablé, il décide de retourner en Inde pour reprendre ses fonctions militaires... Meera ne tardera pas à le rejoindre, acceptant finalement de choisir son amour à la place de son Dieu qu’elle faisait jusque-là passer avant tout.

## Fiche technique
- Titre : Jusqu'à mon dernier souffle
- Titre original en hindi: जब तक है जान
- Titre original : Jab Tak Hai Jaan
- Réalisateur : Yash Chopra
- Scénario : Aditya Chopra et Devika Bhagat
- Musique : A. R. Rahman
- Parolier : Gulzar
- Chorégraphie : Vaibhavi Merchant
- Photographie : Anil Mehta
- Montage : Mamrata Rao
- Cascades et combats : Sham Kaushal
- Production : Aditya Chopra pour Yash Raj Films
- Distribution : Yash Raj Films
- Langue : hindi et anglais
- Pays d'origine : Inde
- Format : Couleurs
- Genre : drame romantique
- Durée : 175 minutes
- Dates de sortie :

 Inde : 13 novembre 2012
 France : 16 novembre 2012

## Distribution

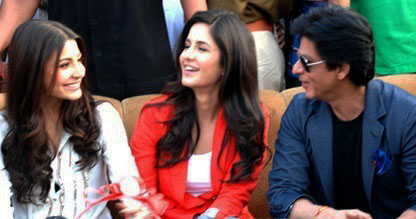
Anushka Sharma, Katrina Kaif et Shahrukh Khan lors de la promotion du film

- Shahrukh Khan est Samar Anand, né au Penjab dans une famille de militaires, il accumule les petits boulots à Londres.
- Katrina Kaif est Meera Thapar, fille d'un riche industriel.
- Anushka Sharma est Akira Rai, stagiaire chez Discovery Channel.
- Anupam Kher est le père de Meera.
- Rishi Kapoor est Imran, le beau-père de Meera.
- Neetu Singh est Pooja, la mère de Meera.

## Musique
La musique d'accompagnement et les chansons sont composées par A. R. Rahman sur des paroles de Gulzar sauf le poème Jab Tak Hai Jaan qui est de la main d'Aditya Chopra. Pour sa première collaboration avec Yash Chopra, Rahman compose des musiques restituant le « charme d'antan » caractéristique du réalisateur.
Après que des extraits et quelques titres ont été diffusés, le CD sort le 9 octobre 2012 sous le label YRF Music. Les critiques sont positives, notant que s'il ne représente pas un tournant dans la production d'A. R. Rahman, sa facture classique est en accord avec le film. C'est la première fois que Shahrukh Khan est doublé au chant par Rabbi Shergill ce qui suscite quelques commentaires réservés.
L'accueil du public est enthousiaste, le clip de Challa est la vidéo la plus vue sur Youtube au cours de la première semaine d'octobre et deux jours après sa sortie, l'album occupe la première place du top 10 d'iTunes.
- Challa interprétée par Rabbi Shergill (5:23)
- Saans interprétée par Mohit Chauhan, Shreya Ghoshal (5:28)
- Ishq Shava interprétée par Raghav Mathur, Shilpa Rao (4:32)
- Heer interprétée par Harshdeep Kaur (5:16)
- Jiya Re interprétée par Neeti Mohan, Rap: Sofia Ashraf (5:21)
- Jab Tak Hai Jaan interprétée par Javed Ali, Shakthisree Gopalan (3:53)
- Saans (Reprise) interprétée par Shreya Ghoshal (2:06)
- Ishq Dance Instrumental (3:31)
- Jab Tak Hai Jaan (Poème), texte dit par Shahrukh Khan (2:15)

## Autour du film
- Shahrukh Khan joue pour la première fois avec Katrina Kaif et retrouve Anushka Sharma après Rab Ne Bana Di Jodi.
- La sortie du film est prévue le 13 novembre 2012. Il devrait coïncider avec le 80e anniversaire de Yash Chopra et la sortie du film d'Ajay Devgan, Son of Sardar[6].

### Titre
Les rumeurs sur le titre du film vont bon train. Après London Ishq (Amour à Londres), Jai, Yeh Kahan Aa Gaye Hum est évoqué. Il s'agit du titre d'une chanson de Silsila réalisé en 1981 par Yash Chopra, film au parfum de scandale car réunissant à l'écran un triangle amoureux supposé réel, Amitabh Bachchan (le mari), Jaya Bachchan (l'épouse) et Rekha (la maîtresse). 
Le titre définitif, Jab Tak Hai Jaan (Jusqu'à mon dernier souffle), est finalement annoncé par la presse indienne le 11 septembre.